# Рюэггер, Эльза
Эльза Рюэггер (нем. Elsa Rüegger, иногда ошибочно Рюггер, нем. Ruegger; 6 декабря 1881, Люцерн — 19 февраля 1924, Чикаго) — швейцарская виолончелистка.
В 1887—1889 гг. училась в Страсбурге, затем в 1892—1896 гг. в Брюссельской консерватории у Эдуарда Якобса. Начала концертировать ещё студенткой, в 1895 г. дебютировала с Берлинским филармоническим оркестром на летнем концерте в Схевенингене. В 1897 г. гастролировала в Великобритании в составе семейного трио с сёстрами
Шарлоттой (скрипка) и Валли (фортепиано), в 1898 г. — в Норвегии вместе с певцом Людвигом Стракошем, начиная с 1899 г. предприняла несколько гастрольных поездок в США, выступая в Нью-Йорке, Бостоне, Питсбурге и др. С 1908 г. преподавала в берлинской Консерватории Клиндворта — Шарвенки. В том же году во время очередной гастрольной поездки стала участницей Детройтского струнного квартета и вскоре вышла замуж за его лидера, скрипача Эдмунда Лихтенштайна, также выпускника Брюссельской консерватории. В результате этого брака к середине 1910-х гг. окончательно обосновалась в США, где занималась в большей степени преподавательской деятельностью.